# Rudnia-Ozerianśka
Rudnia-Ozerianśka (ukr. Рудня-Озерянська) – wieś na Ukrainie, w obwodzie żytomierskim, w rejonie olewskim. W 2001 roku liczyła 223 mieszkańców.